# Breutelia madagassa
Breutelia madagassa är en bladmossart som beskrevs av Thériot in Potier de la Varde 1940. Breutelia madagassa ingår i släktet gullhårsmossor, och familjen Bartramiaceae. Inga underarter finns listade i Catalogue of Life.